# Kálmán Andor
Kálmán Andor álnevei: Bástya Árpád, Nicu Romoșan, Pablo Velez (Szeged, 1897. szeptember 4. – Temesvár, 1965. szeptember 19.) magyar zeneszerző, szövegíró, szerkesztő, újságíró.

## Életútja
Zsidó családban született, Klein József csemegekereskedő és Lővy Regina gyermekeként. Tanulmányait szülővárosában végezte, ahol a városi zeneiskolát is látogatta. Nagyváradon Huzella Ödönnel szerkesztette a Színház és Művészet (1914–17) és a Színházi Újság (1917–18) című szemléket, majd Temesvárt Tollhegyről (1922–23) és Vádirat (1933–34) című hetilapokat adott ki és szerkesztett, ezekben humoreszkjeit, paródiáit, verseit és novelláit közölte. Lefordította Leblanc Az úri betörő cím regényét az Ajándékregénytár számára (Brassó, 1935).
A II. világháborút követő években tevékeny tagja volt a temesvári Flacăra irodalmi kör magyar alkotócsoportjának, majd az abból alakult Ady Endre Irodalmi Körnek.

## Munkássága
Írásait a Szabad Szó, Előre, Művelődési Útmutató közölte. Autodidakta zeneszerzőként számos dalt, operettet és kórusművet szerzett; saját dalaihoz, valamint Győri Emil, Körber Antal, Krammer Ödön, Szegő Nándor, Szirmai Károly, Várady Aladár nótáihoz és kupléihoz szövegeket írt.
Kottái önálló füzetekként s a temesvári Moravetz Testvérek Zeneműkiadó albumaiban jelentek meg. Táncdalai, kupléi, nótái közül a két világháború közti évtizedekben népszerűvé vált a Répa, retek, mogyoró, Ablakomban szép muskátli nyílik, A lányokról leszokni nem lehet, Fehér akácvirág, Nem érdemes sírni a tavasz után, Jázmin, Hazudj csak nékem. A háború után Rigófütty című kórusművét, Ne kacsingass, Nem engedem lelkem, Áldva légy te kis falum, Májusi dal és Pista, a traktorista című dalait a Romániai Zeneszerzők Szövetsége adta ki. Vokális műveket írt Anavi Ádám, Franyó Zoltán, Hajdu Zoltán, Horváth István, Kányádi Sándor, Kozmuth Artúr, Szemlér Ferenc és mások verseire, kísérőzenét szerzett Aurel Baranga A boldogság iskolája és Csiky Gergely Nagymama című darabjainak temesvári előadásaihoz (1957, 1958). Serestély Béla versére írt Érik a búza című kórusa a Temes megyei Népi Alkotások Háza gondozásában jelent meg (1960).
Operettjeit a nagyváradi, temesvári, marosvásárhelyi és aradi színtársulatok játszották. Jelentősebb daljátékai Győri Emillel társszerzésben Meghalok utánad, Tehetség a fő és Első éjszaka; Vigyázó Sándor szövegkönyvére Mosolygó brigád és Végvári kaláka; Plesz Artúr szövegkönyvére Bagdadi vendég és Vándorfelhők.